# Mazie (Oklahoma)
Mazie es un lugar designado por el censo ubicado en el condado de Mayes en el estado estadounidense de Oklahoma. En el Censo de 2010 tenía una población de 186 habitantes y una densidad poblacional de 50,58 personas por km².

## Geografía
Mazie se encuentra ubicado en las coordenadas 36°8′33″N 95°19′49″O / 36.14250, -95.33028. Según la Oficina del Censo de los Estados Unidos, Mazie tiene una superficie total de 5.92 km², de la cual 5.92 km² corresponden a tierra firme y (0%) 0 km² es agua.

## Demografía
Según el censo de 2010, había 186 personas residiendo en Mazie. La densidad de población era de 50,58 hab./km². De los 186 habitantes, Mazie estaba compuesto por el 31.72% blancos, el 6.99% eran afroamericanos, el 5.91% eran amerindios, el 1.08% eran asiáticos, el 0% eran isleños del Pacífico, el 0% eran de otras razas y el 3.23% pertenecían a dos o más razas. Del total de la población el 0% eran hispanos o latinos de cualquier raza.